# Gymnostomum inclinans
Gymnostomum inclinans là một loài Rêu trong họ Pottiaceae. Loài này được (R. Br.) Hook. mô tả khoa học đầu tiên năm 1819.